# Rainer Leisten
Rainer Leisten (* 7. August 1957 in Düren; † 9. April 2017 in Rheinberg) war ein deutscher Logistikwissenschaftler. Er war Inhaber des Lehrstuhls für Allgemeine Betriebswirtschaftslehre und Operations Management der Universität Duisburg-Essen in Duisburg.

## Leben
Leisten studierte von 1976 bis 1981 Mathematik mit Nebenfach Betriebswirtschaftslehre an der Universität zu Köln, wo er bei Theodor Ellinger promoviert wurde. Nachdem er drei Jahre lang als Planer und Controller in der Zentrale der Commerzbank AG in Frankfurt am Main tätig war, forschte er als wissenschaftlicher Assistent am Alfred Weber-Institut für Sozial- und Staatswissenschaften, Bereich Betriebswirtschaftslehre und Operations Research, der Ruprecht-Karls-Universität Heidelberg, wo er sich 1995 habilitierte.
Anschließend war Leisten bis 1999 Universitätsprofessor für Betriebswirtschaftslehre, insbesondere Produktionswirtschaft, an der Rechts- und Staatswissenschaftlichen Fakultät der Ernst-Moritz-Arndt-Universität Greifswald.
Von August 1999 bis September 2008 hatte er eine Professur für Industriebetriebslehre und Produktionswirtschaft an der Gerhard-Mercator-Universität Duisburg bzw. ab 2003 an der Universität Duisburg-Essen inne. Von Oktober 2008 bis zu seinem Tod am 9. April 2017 war Leisten Professor für Allgemeine Betriebswirtschaftslehre und Operations Management an der Fakultät für Ingenieurwissenschaften der Universität Duisburg-Essen.
Leisten hat in einer großen Reihe namhafter Fachzeitschriften publiziert, darunter im International Journal of Production Economics, in Computers & Operations Research und im Journal of the Operational Research Society.